# Multilinguisme

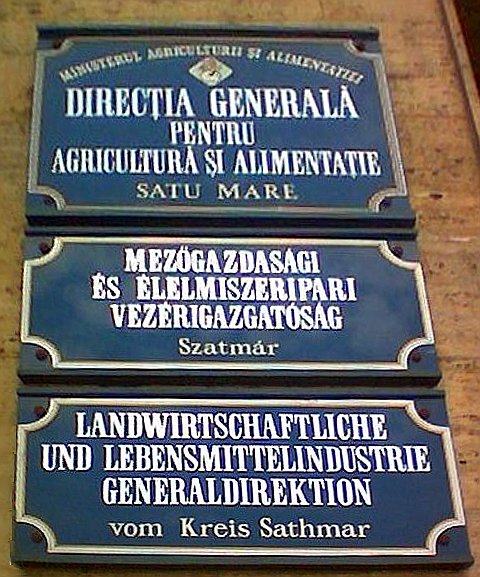
Plaque officielle trilingue à Satu Mare (en Transylvanie), en roumain, hongrois et allemand.

Le logo de la Confédération suisse, dont l’allemand, le français, l'italien et le romanche sont les quatre langues nationales

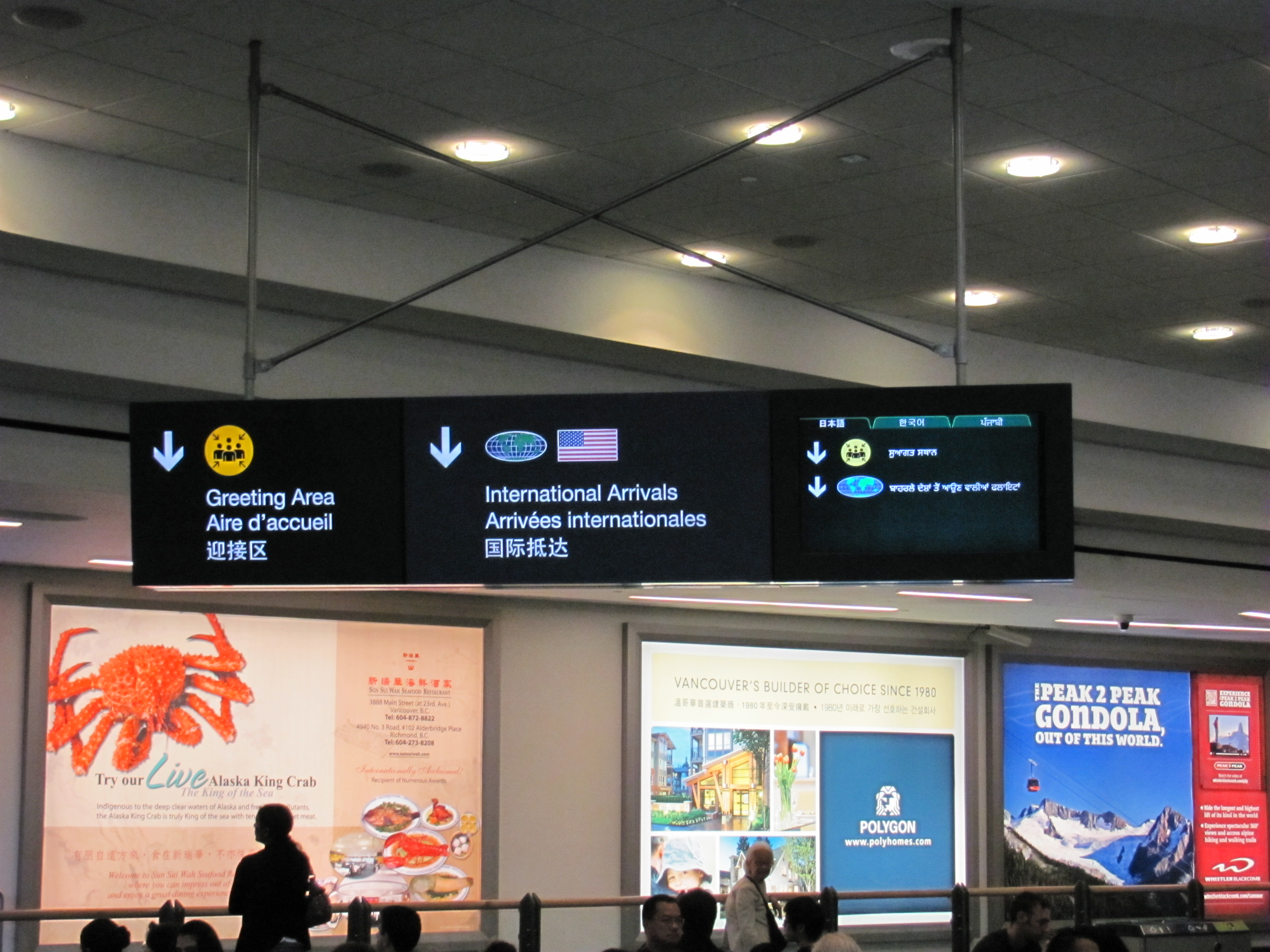
Enseigne multilingue à l’aéroport international de Vancouver. Texte en anglais, français et chinois affiché de façon permanente, tandis que le panneau de droite est un écran qui montre d’autres langues à tour de rôle.

Le mot multilinguisme (ainsi que plurilinguisme) décrit le fait qu'une communauté, ou une personne, soit multilingue (ou plurilingue), c'est-à-dire qu'elle soit capable de s'exprimer dans plusieurs langues.

## Éléments de vocabulaire et définition
La confusion entre « plurilinguisme » et « multilinguisme » est courante. Selon les concepts développés par la Division des Politiques linguistiques du Conseil de l'Europe (47 États membres) :
- « Multilinguisme » fait référence à la présence, dans une aire géographique donnée, grande ou petite, de plusieurs variétés linguistiques (formes de la communication verbale, quel qu’en soit le statut) ;
- « Plurilinguisme » fait référence au répertoire de variétés linguistiques que peuvent utiliser les locuteurs, dont la langue maternelle et toutes celles acquises ultérieurement, là encore, quel que soit leur statut à l'école et dans la société et à quelque niveau que ce soit[2]. « La compétence plurilingue et interculturelle est définie comme la capacité à mobiliser le répertoire pluriel de ressources langagières et culturelles pour faire face à des besoins de communication ou interagir avec l'altérité ainsi qu'à faire évoluer ce répertoire. La compétence plurilingue renvoie au répertoire de tout individu, composé de ressources acquises dans toutes les langues connues ou apprises et relatives aux cultures liées à ces langues (langue de scolarisation, langues régionales et minoritaires ou de la migration, langues étrangères vivantes ou classiques »[3].

En particulier on parle de bilinguisme voire de trilinguisme lorsque deux langues voire trois langues entrent en considération. À l'opposé, on parle de monolinguisme (parfois unilinguisme) pour décrire le fait d'être monolingue, c'est-à-dire de parler une seule langue.

## Enjeux
- Mondialisation des échanges : dans ce contexte, le fait de parler plusieurs langues semble utile puisqu'elle facilite la communication interindividuelle. Le multilinguisme est aussi un métier (interprète);
- Sauvegarde de langues minoritaires : le multilinguisme est aussi perçu par ceux qui le défendent comme une solution au problème de la disparition des nombreuses langues. Ce problème menace la diversité culturelle du monde, en vouant à la disparition un nombre de langues très important, qui consistent pourtant en autant de façons différentes de voir, d'appréhender, de classifier et d'établir des relations entre les choses. On sait en effet que 90 % des langues sont menacées d'extinction puisqu'elles devraient disparaître dans les 50 prochaines années[4].
- Culture et formation de la personnalité : apprendre et parler plusieurs langues permettrait de mieux percevoir et comprendre les nuances socioculturelles des cultures associées à ces langues et selon une étude publiée en 2015 dans la revue Psychological Science, les enfants parlant ou entendant parler plus d'une langue seraient plus prompts à l'empathie que les autres[5]. Des écrivains font le choix du plurilinguisme, qu'ils appartiennent ou non à une aire de langue minorée (comme Michele Sovente dans la région de Naples). Leurs œuvres posent des problèmes particuliers lorsqu'elles sont traduites vers une langue de destination unifiée[6].
- Dans le cadre de l'enseignement des langues : on peut y voir un projet humaniste mais également une instrumentalisation de l'enseignement des langues, au service de la construction d'une citoyenneté européenne : « la notion d'enseignement des langues disparaît de la présentation historique au profit de celle de politique linguistique, et que cette dernière est elle-même mise au service de la construction d'un projet politique, celui d'une Europe multilingue et multiculturelle » (…) « la construction de ce projet de politique éducative s'accompagne de la production d'une idéologie, celle du plurilinguisme en tant que modèle de développement humain, et que, dans le même temps, l'éducation plurilingue et interculturelle se présente elle-même comme le seul horizon possible pour le développement de l'éducation et de l'enseignement des langues »[7].

## Avantages
Le multilinguisme a des avantages sur la cognition. Par exemple, le simple passage d'une langue à l'autre nécessite un développement de la flexibilité cognitive en ce qui concerne toutes les langues utilisées dans une conversation. En outre, on souligne que le choix de la langue (grammaire, vocabulaire) était considéré comme un moteur clé pour déclencher le processus de transfert cognitif

## Difficulté de mise en œuvre du multilinguisme dans l'Union européenne
Le multilinguisme constitue l’un des plus grands atouts de la diversité culturelle en Europe et, en même temps, l’un des plus importants défis à relever pour la création d’une Union européenne véritablement intégrée. Une plus grande attention doit être accordée à la suppression des obstacles au dialogue interculturel et interlinguistique.
Il existe une politique officielle du multilinguisme dans l'Union européenne. Cependant, les résultats de cette politique ne sont pas aujourd'hui à la hauteur des espérances : livrés à eux-mêmes, les Européens se sont tournés par défaut vers la langue la plus répandue, l'anglais. Ce phénomène est connu dans la théorie des jeux sous le terme de maximin.
Cette attitude, pourtant prévisible, a grandement contribué à faire progresser l'influence de cette langue sur le plan mondial. Paradoxalement, le laisser-faire européen a surtout profité aux intérêts commerciaux des États-Unis d'Amérique, en leur permettant d'exporter leurs chansons, leurs films et leurs livres, aux dépens des langues nationales et régionales de l'Europe, mais aussi aux dépens de la richesse du patrimoine culturel européen.
Pour rendre compte des processus de dynamique des langues, on peut néanmoins faire appel à un modèle simple et efficace qui combine deux forces (l’« utilisabilité » et le « maximin »). Ce modèle prédit, dans le contexte européen actuel, une convergence accélérée vers une hégémonie linguistique exercée par l’anglais. Une telle évolution, cependant, s’avère inefficace quant à l'allocation des ressources, injuste quant à la distribution des ressources, dangereuse pour la diversité linguistique et culturelle, et préoccupante quant à ses implications géopolitiques. Il est donc nécessaire d’examiner des alternatives à un tel scénario.
Voir également le rapport Grin pour la mise en place et la préservation du multilinguisme en Europe entre autres par l'adoption de l'espéranto comme langue commune pour favoriser l'apprentissage des autres langues de l'Union et sans qu'on impose sa langue à autrui.

## L'apprentissage de langue et l'intégration des immigrants dans la société
Ce concept permet de comprendre les effets de l'apprentissage de langue par les communautés immigrées vivant dans la société en général. L'intégration des immigrants est un enjeu majeur pour les sociétés contemporaines, notamment dans des pays multiculturels comme le Canada.

### Effets socioculturels
L'apprentissage de la langue locale par les immigrants entraîne divers effets socioculturels positifs :
- Intégration communautaire : La langue permet aux immigrants de participer activement à la vie sociale de leur nouvelle communauté, ce qui renforce leur sentiment d'appartenance. «Les activités sociales en français visent à la fois à mieux connaître la société d’accueil[12]» et à élargir son réseau d’amis francophones.
- Cohésion sociale : En surmontant «les barrières linguistiques[13]», les immigrants peuvent établir des relations et favoriser le respect mutuel, améliorant ainsi la cohésion sociale.
- Maintien de l’identité culturelle : Dans de nombreux pays, les politiques de «plurilinguisme»[12]  permettent « aux immigrants de conserver leur langue maternelle[12] »tout en apprenant la langue locale, ce qui favorise une intégration harmonieuse et respectueuse de la diversité.

- Défis de la discrimination et d'exclusion sociale : Les immigrants font face à des défis de discrimination et d'exclusion sociale. Les barrières linguistiques peuvent entraîner une discrimination[14] qui limite l'accès aux services et aux opportunités. Apprendre la langue locale aide à réduire ces obstacles et à favoriser une meilleure inclusion.

Des études montrent que les immigrants qui apprennent la langue de leur pays d'accueil se sentent mieux intégrés et peuvent créer des liens sociaux plus solides.

#### Contributions économiques
L'acquisition de compétences linguistiques est également cruciale pour l'intégration économique des immigrants :
- Accès au marché du travail : Les immigrants qui maîtrisent la langue du pays d'accueil trouvent des emplois plus facilement et obtiennent de meilleures opportunités professionnelles[15].
- Mobilité sociale : Les compétences linguistiques sont souvent liées à une meilleure rémunération et à des possibilités d'évolution de carrière.
- Secteurs économiques clés : Dans des domaines comme les soins de santé, le commerce international ou l'éducation, la diversité linguistique des immigrants est un atout précieux pour l'économie.

Dans l'ensemble, l'intégration linguistique permet aux immigrants de contribuer pleinement à l'économie du pays d'accueil, tout en bénéficiant de meilleures perspectives d'emploi et de stabilité financière.

##### Opportunités éducatives
Les systèmes éducatifs des pays d'accueil offrent généralement des programmes de soutien pour les jeunes immigrants, ainsi que pour les adultes, facilitant ainsi leur intégration scolaire et leur développement personnel :
- Soutien linguistique et « alphabétisation[16]»: Les cours de langue et les programmes d’alphabétisation offerts aux immigrants permettent une meilleure adaptation scolaire pour les jeunes et un renforcement des compétences pour les adultes.
- Développement personnel et confiance en soi : En apprenant la langue locale, les immigrants, notamment les jeunes, gagnent en confiance [ « gençler özgüven kazanıyor »] [17]et se sentent plus à l’aise dans leur nouvel environnement scolaire et social.
- Alphabétisation familiale : L’apprentissage de la langue locale par les familles immigrées renforce les liens familiaux et contribue à une intégration harmonieuse tout en préservant l’identité culturelle des générations futures.

L'intégration linguistique est ainsi essentielle pour la réussite académique des enfants immigrants et pour l'autonomie des adultes, favorisant leur bien-être social et personnel.

## Alternatives

### Langue auxiliaire internationale
Une alternative au multilinguisme imparfait est le multilinguisme soutenu par l'utilisation d’une langue construite conçue pour être utilisée comme seconde langue commune à tous, quel que soit le pays où l’on se trouve, pour assurer les fonctions de langue de communication à moindre coût, ou encore de langue pivot. Cette solution est notamment conseillée par le rapport Grin avec l’espéranto ; il existe d’autres langues à même visée, comme le pandunia.

### Langue morte

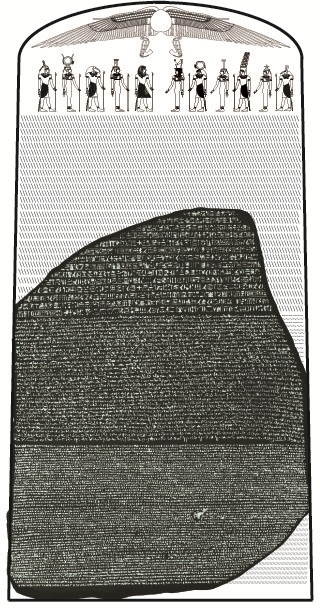
La pierre de rosette, l'un des premiers outils de transcodage multilingue de l'histoire (reconstitution possible de la stèle originelle).

Une autre solution serait le recours à une langue autrefois commune, comme le latin en Europe[réf. nécessaire] que l'on qualifie souvent à tort de langue morte vu qu'il n'a jamais cessé d'être parlé et qu'il est même, actuellement, en pleine recrudescence. C'est la solution actuellement employée dans le monde arabe, où l'arabe littéral est la langue véhiculaire commune à tous les pays arabes (la langue vernaculaire locale étant le dialecte arabe propre à chaque pays).

### Gestion du multilinguisme
En fait, si le multilinguisme a des difficultés aujourd'hui, c'est plutôt parce que la gestion des langues n'est pas véritablement assurée sur la Toile. L'ICANN et la langue anglaise exercent une hégémonie sur la Toile.
Il existe des méthodes, basées sur l'emploi de communautés d'intérêt, de standards de métadonnées, et de services, qui permettent de s'adapter à la diversité des langues employées en Europe et dans le monde. La langue est un paramètre qui pourrait être mieux géré, afin que les langages de balisage fréquemment employés sur la Toile (HTML, XML, et leurs variantes) accèdent plus efficacement aux ressources informatiques employées dans le monde dans différentes langues.

#### Déclaration pour un monde multilingue
Nombre de linguistes ont publié en 2017 une Déclaration pour un monde multilingue dans une quarantaine de langues en ayant constaté que des millions de personnes à travers le monde se voient dénier leur droit fondamental à préserver, apprécier et développer la langue porteuse de l’identité de leur communauté. Ils suggèrent que cette injustice devrait être corrigée dans des politiques publiques soutenant des sociétés et des individus multilingues. Ils font des recommandations d’adopter un état d’esprit multilingue qui célèbre et promeuve la diversité linguistique comme une norme mondiale, qui lutte contre les discriminations linguistiques et développe des politiques publiques linguistiques en faveur du multilinguisme.